# Рижская речная флотилия
Рижская речная флотилия — оперативное соединение кораблей, созданное для содействия русским войскам, действующим в Рижском укрепленном районе.

## История
В мае 1915 года по инициативе командующего 5-й армией на реках Западная Двина и Аа Курляндской губернии началось создание речного отряда кораблей. 29 мая 1916 года в Двинскую Погулянку прибыл взвод дозорных катеров (№ № 8, 9, 10, 11) при двух офицерах и 54-х солдатах. В ноябре 1916 года отряд преобразован в роту судовых средств Усть-Двинской крепости.
17 июля 1917 года началось создание Рижской флотилии Морского ведомства под временным командованием капитана 2-го ранга В. Г. Антонова с личным составом в 110 человек. В состав флотилии вошли:
- вооружённые транспорты (бронированные 8-12 мм стальными листами):
  - винтовой пароход «Новгород» (бывший «Агата»): 2 × 75-мм пушки и 2 пулемёта;
  - винтовой пароход «Псков» (бывший «Наш»): 2 × 75-мм пушки и 1 пулемёт;
  - колесный пароход «Колывань» (бывший «Дален»): 2 × 57-мм зенитные пушки и 1 пулемёт;
  - транспорт-теплоход № 1 (бывший «Курземнекс»): 1 ручной пулемёт;
  - транспорт-теплоход № 2 (бывший «Лелупнекс»): 1 ручной пулемёт;
- моторные катера (вооружённые одним ручным пулеметом):
  - «А» (бывший «Лилли»);
  - «Б» (бывший «Надя»);
  - «В» (бывший «Танго»);
  - «Г» (бывший «Болиндер»);
  - «Д»;
  - «Е»;
- 4-орудийная 75-мм железнодорожная батарея.

21 и 22 августа 1917 года флотилию эвакуировали из Риги. В октябре корабли передали Рижской флотилии второго формирования с базой в г. Пернове, которую возглавил капитан 2-го ранга Д. Д. Нелидов. 
В состав флотилии пароходы "Новгород", "Псков", "Изабелла", минный заградитель "Могучий", буксиры "Леонид". "Надежда"  и  "Бомбардир Никитин". Во время защиты Моонзунда в октябре 1917 г. флотилия находилась в оперативном подчинении 13-му армейскому корпусу.
В начале февраля 1918 года из-за угрозы захвата все корабли флотилии были взорваны.